# Zeolita
Zeolita és el nom d'un grup de minerals que inclou una gran quantitat d'aluminosilicats (i en rares ocasions, beril·losilicats, zincosilicates i beril·lofosfats) formats per tetraedres AlO₄- i SiO₄ units pels vèrtexs d'oxigen i que contenen cations intercanviables (ions positius), tals com el Na+, K+, Ca2+, Mg2+ entre d'altres. Tenen una estructura micro-porosa. Aquests ions positius són normalment lligats de forma força feble (depenent de la seva càrrega) i permeten fàcilment l'intercanvi iònic.
A més d'intercanviar cations, les zeolites són capaces d'absorbir espècies no carregades, un exemple podria ser l'absorció de nitrogen als processos d'enriquiment d'oxigen de relativament baixa concentració per aplicació en hospitals. Algunes de les zeolites més comunes són: analcima, cabazita, heulandita, natrolita, phil·lipsita, i estilbita. Un exemple d'una fórmula mineral és: Na₂Al₂Si₃O10 · 2H₂O, fórmula de la natrolita.

## Història
Es coneix que el seu ús es remunta als Asteques i Maies, qui les utilitzaven en tasques de construcció, amb posterioritat, els romans de forma paral·lela en van millorar el seu ús, usant les zeolites per fabricar morters de calç amb putzolana, que s'utilitzava per fabricar ciments.
La descoberta de les seves propietats desintoxicants daten de 2300 anys enrere, els romans les utilitzaven per purificar les aigües a les conduccions o emmagatzematges d'aigua. Com a ús medicinal, data de 800 anys enrere per part de la Xina, Japó i Russia.
El seu nom, del grec, zein, "bullir", i lithos, "pedra", va ser establert en el segle xviii, l'any 1756 pel mineralogista suec Axel Fredrik Cronstedt, el qual observà, en escalfar ràpidament un mineral natural, que les pedres començaven a ballar tan bon punt l'aigua s'evaporava. Emprant els mots grecs que signifiquen "pedra que bull", va anomenar aquest material Zeolita. Aquest fet s'explica perquè, en deshidratar-la per escalfament i deixar-la refredar, obtenim un sòlid amb molta tendència a absorbir l'aigua, que s'integra formant-hi ponts d'hidrogen, el que allibera molta energia, fins i tot per fer bullir la resta d'aigua.
Al 1858, Eichhorn va demostrar la reversibilitat de l'intercanvi iònic dels minerals zeolites, poc temps després, al 1862 Henri Étienne Sainte-Claire Deville va aconseguir la primera síntesi hidrotermal de zeolites, en concret la levinita.
Al 1930, poc després de l'aparició dels mètodes de difracció de raigs X en la identificació estructural dels minerals el 1927, l'estructura de la zeolita va ser determinada per Pauling i Taylor, donant origen a una gran quantitat d'estudis sobre aquesta (aplicacions, capacitat d'intercanvi...).

## Zeolites naturals
Les zeolites pertanyen al grup dels tectosilicats, que conformen prop del 75% de l'escorça terrestre. No sorprèn per tant que siguin relativament senzilles de trobar en estat natural. Una de les mines de zeolites actualment més activa es troba a Pentalofos (nord de Grècia), una extracció a cel obert amb un contingut estimat de 6 MTm de zeolites, en la qual no fan falta ni tan sols explosius per fer l'extracció. Aquest fet esdevé en una extracció molt més segura i redueix el preu d'explotació. L'únic tractament que reben per poder ésser venudes és un trossejat de les roques mares i un tamisat (selecció segons la mida del gra) del resultat, ja que el seu contingut en zeolites excedeix el 75% en forma de clinoptilolita.
No vol dir, però, que aquest en sigui l'únic jaciment. També existeixen dipòsits a regions tan diferenciades com Australia, Armenia o Nova Zelanda.
Les zeolites es formen allà on les roques volcàniques i les capes de cendra reaccionen amb l'aigua subterrània alcalina. Les zeolites també cristal·litzen en ambients post-sedimentaris durant períodes que comprenen de milers a milions d'anys en jaciments marins superficials. Les zeolites de formació natural són rarament pures i es troben contaminades en diferents graus per altres metalls, quars o d'altres zeolites. Per aquest motiu, les zeolites de formació natural es troben excloses de moltes aplicacions comercials importants on la uniformitat i la puresa són essencials.
La sedimentació de cendres volcàniques arrossegades pel vent en forma d'autèntics núvols. En alguns casos, aquests núvols queien a llacs i en altres al propi sòl, on formaren un gruix de sediments on l'aigua hi penetrava. De la reacció entre l'aigua salada i aquesta deposició varen crear-se les zeolites naturals, d'estructura variable segons temperatura o zona de dipòsit, ja sigui per composició de les cendres volcàniques com les substàncies dissoltes a l'aigua.

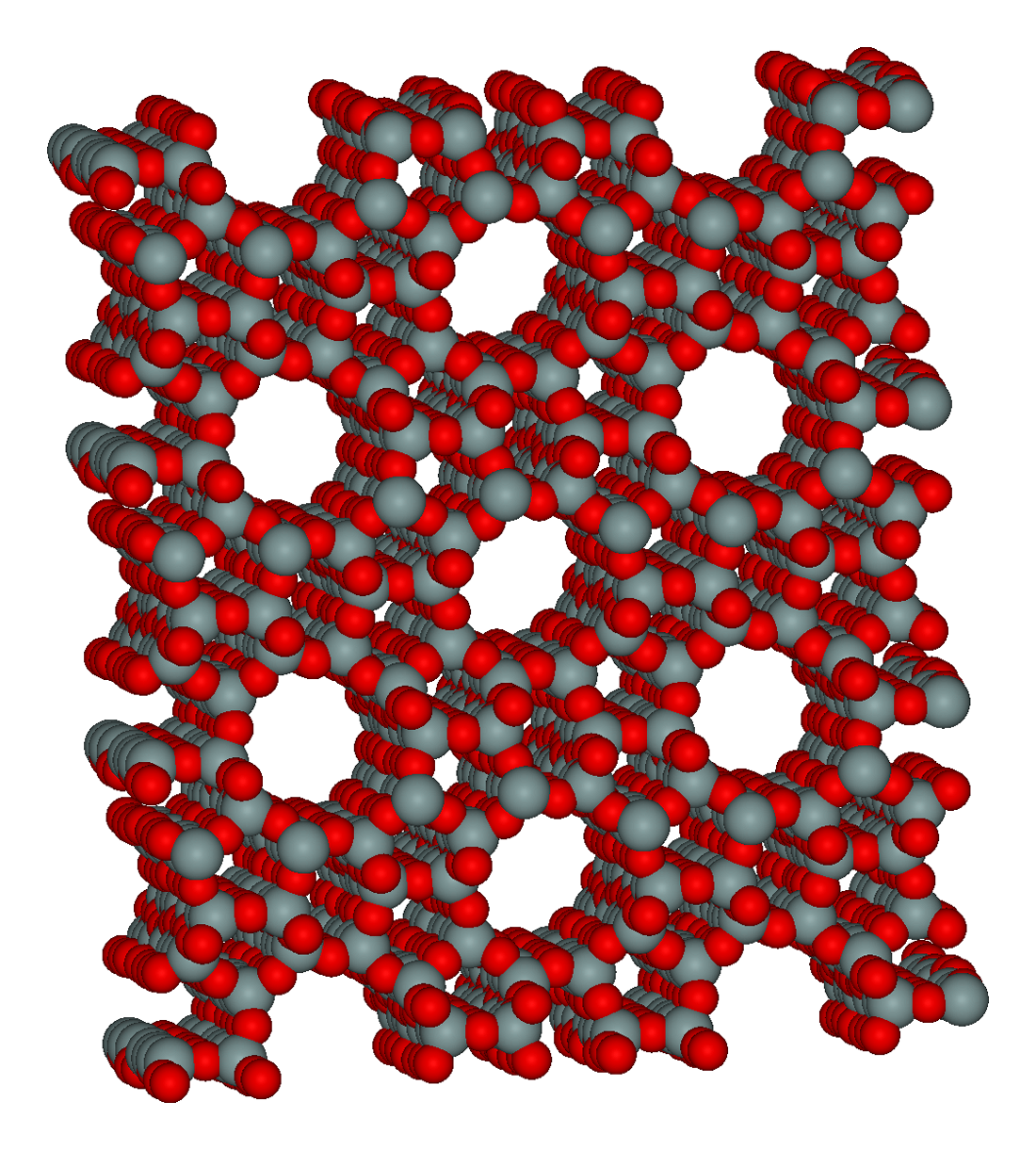
L'estructura molecular micro-porosa d'una zeolita, ZSM-5